# Antonia (cràter)
Antònia és un cràter sobre la superfície de (4) Vesta. Fa 16.75 km. de diàmetre; s'hi troba a les coordenades planetocèntriques de -56.92 ° latitud nord i 354.4 ° longitud est. El nom fa referència a una famosa romana i va ser aprovat per la UAI el 28 de febrer de 2012.